# إميلي بيتشام
إميلي بيتشام (بالإنجليزية: Emily Beecham)‏ (مواليد 12 مايو 1984) هي ممثلة إنجليزية أمريكية. اشتهرت بدورها في فيلم Coen Brothers Hail، Caesar! ، المسلسل التلفزيوني AMC Into the Badlands ، ودور العنوان في فيلم 2017 Daphne . في عام 2019، لعبت دور البطولة في فيلم Little Joe ، وحصلت عنه على جائزة أفضل ممثلة في مهرجان كان السينمائي.

## حياة سابقة
ولدت بيتشام في منطقة ويثينشو في مانشستر في 12 مايو 1984، وهي ابنة لأب إنجليزي وأم أمريكية من ولاية أريزونا. والدها طيار طيران. لديها جنسية بريطانية أمريكية مزدوجة. في عام 2003، في سن 18، التحقت بأكاديمية لندن للموسيقى والفنون المسرحية (LAMDA) وتخرجت بدرجة البكالوريوس في عام 2006.

## مسارها المهني
في سنتها الأخيرة في LAMDA ، بدأت إميلي بيتشام في قبول فرص التمثيل الاحترافية، مع ظهورها الأول في فيلم Bon Voyage وفي المسلسل التلفزيوني الخارق Afterlife . عرض أول فيلم طويل لها، Bon Voyage ، لأول مرة في أكتوبر، وتلقى إشعارات إيجابية بعد عرضه على ITV . فازت بجائزة Golden Nymph في مهرجان تلفزيون مونتي كارلو في يونيو 2007.
في منتصف عام 2007، اختارها المخرج جان دن لدورها الرائد في فيلمها المستقل The Calling ، والذي فازت عنه بجائزة أفضل ممثلة في مهرجان لندن السينمائي المستقل. حصلت على جائزة تريل بليزر في مهرجان أدنبرة السينمائي الدولي. حصل الفيلم على آراء متباينة، علق أحدها بأن «الوافدة الجديدة إميلي بيتشام تلعب دور امرأة شابة مصممة على ارتداء الحجاب وتمسك بشرفها ضد نجمات مثل بريندا بليثين وسوزانا يورك». في تسليط الضوء على الانطباع الذي تركه إميلي بيتشام، قررت كاتبة العمود السينمائي هانا ماكجيل، التي كانت المدير الفني لمهرجان إدنبرة من 2006 إلى 2010، أنها يجب أن تكون واحدة من الحاصلين على جائزة Skillset Trailblazer المرموقة. في نفس العام، قدمت إميلي أول أداء مهني لها في مسرحية Ian McHugh الأولى، How to Curse ، في مسرح بوش في Shepherd's Bush ، لندن، من إخراج المدير الفني للمسرح جوزي رورك. في عام 2011، حصلت على جائزة أفضل ممثلة في مهرجان لندن السينمائي المستقل.
ظهرت إميلي في العديد من المسلسلات التلفزيونية، بما في ذلك Agatha Christie's Marple و Tess of The D'Urbervilles و The Street . تم إدراجها في عدد مجلة نايلون "Young Hollywood" كواحدة من 55 «وجوه المستقبل»، مع تعليق على الصورة "Young Hollywood London". نُقل عن جون رانكين، المصور الباهر المخضرم في مجلة Esquire ، قوله إن لديها «هذا الشيء الخاص، ذلك الشيء الذي تشعر به تجاه شخص ما... إنها واحدة من أكثر الممثلات إثارة هناك».
في عام 2013، تألقت بيتشام في دور كارو ألينجهام في القرية . لقد لعبت دور البطولة في دور الأرملة في مسلسل الدراما الدرامية لفنون الدفاع عن النفس AMC في الأراضي الوعرة . في عام 2016، كان لها دور داعم في فيلم Coen Brothers Hail، Caesar! . بعد عام واحد لعبت دور البطولة في دافني . أكسبها هذا ترشيحًا لجائزة أفضل ممثلة في حفل توزيع جوائز الأفلام المستقلة البريطانية  في عام 2019، لعبت دور البطولة في فيلم Little Joe ، الذي حصلت عنه على جائزة أفضل ممثلة في مهرجان كان السينمائي.

## فيلموغرافيا

### فيلم
| عام  | عنوان                | الدور             | ملاحظات |
| ---- | -------------------- | ----------------- | --- |
| 2006 | رحلة سعيدة           | راشيل الدريد      | فيلم تلفزيوني |
| 2007 | بعد 28 اسبوع         | كارين             | |
| 2007 | صعود الجندي          | كيلي              | |
| 2007 | أجاثا كريستي ماربل   | إلفيرا بليك       | فيلم تلفزيوني |
| 2007 | God's Wounds         | شقائق النعمان     | فيلم قصير |
| 2009 | الدعوة               | جوانا             | |
| 2010 | قبو                  | برو               | |
| 2010 | نبض                  | ستيلا هاميلتون    | فيلم تلفزيوني |
| 2012 | سحر الحيوان          | ايزابل            | فيلم قصير |
| 2013 | الفن هو. .           | لولو              | |
| 2013 | الحكاية الثالثة عشرة | إيزابيل أنجيلفيلد | فيلم تلفزيوني |
| 2014 | عيد ميلاد سعيد لي    | لوسي              | فيلم قصير |
| 2016 | يحيى القيصر!         | ديدري             | |
| 2017 | دافني                | دافني             | تم ترشيحه - جائزة BIFA لأفضل أداء لممثلة في فيلم بريطاني مستقل </br> تم ترشيحه - جائزة مسائية الفيلم البريطاني لأفضل ممثلة </br> تم ترشيحه - جائزة مسائية الفيلم البريطاني لأفضل اختراق لهذا العام </br> تم ترشيحه - جائزة Empire لأفضل قادمة جديدة |
| 2019 | برلين، أنا أحبك      | هانا              | |
| 2019 | ليتل جو              | أليس              | جائزة مهرجان كان السينمائي لأفضل ممثلة |
| 2019 | الكبريت والأبيض      | فانيسا تايت       | |
| 2019 | عش الأخطبوط          | كلير              | فيلم قصير |
| 2021 | كرويلا               | أنيتا             | مرحلة ما بعد الإنتاج |

### التلفاز
| عام         | عنوان                  | الدور             | ملاحظات         |
| ----------- | ---------------------- | ----------------- | --------------- |
| 2006        | الآخرة                 | وشاح              | حلقة واحدة      |
| 2007        | مشروع البراءة          | راشيل             | حلقة واحدة      |
| 2007        | حيوانات الحفلات        | فيينا لوري        | حلقة واحدة      |
| 2007        | حيل جديدة              | لورا سمول         | حلقة واحدة      |
| 2007        | مشروع القانون          | أنجيلا ميات       | حلقة واحدة      |
| 2008        | لويس                   | نيل باكلي         | حلقة واحدة      |
| 2008        | تيس من كوت urbervilles | ريتي بريدل        | 2 حلقة          |
| 2009        | غير مغفور              | لوسي بيلكوم       | 3 حلقات         |
| 2009        | الشارع                 | جيما              | 2 حلقة          |
| 2009        | ميرلين                 | إيميريا           | حلقة واحدة      |
| 2010        | شاهد صامت              | آنا فلانيري       | 2 حلقة          |
| 2011        | الطريق السريع          | كارولين ديكسون    | 2 حلقة          |
| 2012        | حساسية الموضوع         | ماري تريليس       | 2 حلقة          |
| 2012        | الأضرار                | ابنة روتجر        | حلقة واحدة      |
| 2012        | الخوف                  | جاني بيكيت        | 3 حلقات         |
| 2013        | الهراء                 | الآنسة يانغهازبند | حلقة واحدة      |
| 2013        | القرية                 | كارو ألينجهام     | 6 حلقات         |
| 2014        | الفرسان                | أديل بيسيت        | حلقة واحدة      |
| 2015 – 2019 | في الأراضي الوعرة      | الأرمله           | 16 حلقة         |
| يُعلن لاحقًا  | السعي وراء الحب        | فاني لوجان        | السلسلة القادمة |

## روابط خارجية
- [http://www.imdb.com/name/nm2387806/ Emily Beecham

] في قاعدة بيانات الأفلام على الإنترنت